# 札格瑞布證券交易所
薩格勒布證券交易所（ZSE）是位於克羅埃西亞首都薩格勒布的一家證券交易所，也是克羅埃西亞唯一的證券交易所。薩格勒布證券交易所設立於1991年，正式交易時間是上午10點至下午4點。薩格勒布證券交易所的股價指數是CROBEX，債券指數是CROBIS。

## 外部連結
- 官方网站
- CROBIS at the Zagreb Stock Exchange site （页面存档备份，存于）
- CROBIS chart at Rast.hr （页面存档备份，存于）